# Rosa marschalliana
Rosa marschalliana là loài thực vật có hoa trong họ Hoa hồng. Loài này được Sosn. miêu tả khoa học đầu tiên.